# Laércio de Freitas
Laércio de Freitas (Campinas, 20 de junho de 1941 – São Paulo, 5 de julho de 2024) foi um pianista, tecladista, maestro, compositor e ator brasileiro.

## Biografia
Nascido no interior de São Paulo, Laércio de Freitas estudou piano no Conservatório Carlos Gomes, graduando-se em 1957. A partir de 1966, deu início a sua carreira internacional fazendo apresentações na Europa, Ásia e México. No final dos anos 60, substituiu o músico Luiz Eça, no grupo Tamba 4, oriundo do Tamba Trio.
Em 1971, de volta ao Brasil, fez parte do grupo de Luiz Carlos Vinhas, gravando em compacto pela gravadora Tapecar, as músicas "Capim Gordura" e "Chovendo na Roseira" (Tom Jobim). A primeira, composta por Laércio, fez muito sucesso na época e no ano seguinte, foi regravada pelo próprio músico no LP Laércio de Freitas e o som roceiro.
Acompanhou artistas como Maria Bethânia, Ângela Maria, Marcos Valle, Wilson Simonal, Nancy Wilson, The Supremes, Clara Nunes, Ivan Lins, César Costa Filho, Emílio Santiago, Quarteto em Cy, Martinho da Vila e muitos outros. Fez arranjos para o LP "Quem é Quem", gravado por João Donato, em 1973. 
Foi integrante da "Orquestra Tabajara", de Severino Araújo, e do "Sexteto de Radamés Gnatalli".
Lançou, em 1980, o LP São Paulo no Balanço do Choro, totalmente autoral, pela gravadora Eldorado. Em seguida, realizou gravações para o selo, participando de alguns discos da série "Um Piano ao cair da tarde". Dois anos depois, passou a se dedicar cada vez mais a orquestração e regência, além de elaborar arranjos para o pianista Arthur Moreira Lima.
Escreveu arranjos para quatro peças de Pixinguinha no LP "Paulo Moura e Clara Sverner", em 1988.
Em 2006, gravou o CD "Laércio de Freitas homenageia Jacob do Bandolim", com participação do violonista Alessandro Penezzi. Foi uma releitura de treze músicas compostas por Jacob. Como professor, ministrou cursos de "Choro ao piano" (Oficina de Música de Curitiba), "O Arranjo" (Instituto de Artes do Pará) e "Piano Acompanhante" (Universidade Livre de Música), entre outros.
Na TV, participou de programas como "Um Toque de Classe" (TV Manchete), "Alegria do Choro" e "Café Concerto (TV Cultura). Na Rede Globo, foi ator nas novelas "Mulheres Apaixonadas" e "Viver a Vida". Interpretou Machado de Assis no vídeo que comemorou 150 anos da Caixa Econômica Federal, apresentado nacionalmente na televisão em 2011, após manifestação do Movimento Negro que retirou do ar o primeiro vídeo que tinha usado um ator branco.
No Cinema, ganhou o Kikito de ouro, prêmio do Festival de Cinema de Gramado de melhor trilha sonora em 1999, pelo filme "Amassa que elas gostam" de Fernando Coster, e é João Cândido, o líder dos marinheiros em 1910 depondo para a posteridade em 1968, no filme "Chibata" de Marcos Manhães Marins, filme de 2015.
É pai da atriz e cantora Thalma de Freitas.

### Morte
O músico estava em sua casa, em São Paulo, e morreu dormindo de causas naturais, em 5 de julho de 2024, aos 83 anos, segundo informações de sua filha, Thalma de Freitas.

## Discografia
- Laércio de Freitas e o som roceiro (1972) - LP CID
- São Paulo no balanço do choro (1980) - LP Eldorado
- Terna saudade (1988) - L'Art LP
- Instrumental no CCBB - Laércio de Freitas e Carlos Malta (1993) - CD Tom Brasil
- Laércio de Freitas homenageia Jacob do Bandolim (2006) - CD Maritaca

## Participações como músico e arranjador
- Alaíde Costa - Alaíde Costa (1965 / 2002) - LP Som Maior / Dubas Música
- Pierre 2 +2 - Pierre 2 + 2' (1965) - LP Chantecler / CMG 2348 - 1965
- Erasmo Carlos - Erasmo (1968 / 2005) - LP/CD RGE / Sony BMG
- Marcos Valle - Mustang Cor de Sangue (1969) - LP/CD Odeon; Marcos Valle (1974) - LP Odeon
- Wilson Simonal - Alegria Alegria vol.3 ou cada um tem o disco que merece (1969) - LP/CD Odeon
- Luiz Carlos Vinhas - Luiz Carlos Vinhas e os Kalangos (1971) - Compacto Tapecar
- Clara Nunes - Clara Nunes (1973) - LP/CD Odeon; Claridade (1975) - LP/CD Odeon
- Elza Soares - Elza Soares (1973) - LP/CD Odeon
- João Donato - Quem é quem (1973) - LP/CD Odeon
- J. T. Meirelles - Brasilian Explosion - Meireles e Sua Orquestra (1974) - LP/CD EMI
- Ivan Lins - Modo Livre (1974) - LP/CD RCA Victor
- Quinteto Ternura - Quinteto Ternura (1974) - RCA Victor
- Burnier & Cartier - Burnier & Cartier (1974) - LP RCA Victor
- Ana Mazzotti - Ana Mazzotti (1974) - Top Tape
- Geraldo Vespar - Brasil Romântico - Geraldo Vespar e Orquestra (1974) - LP Odeon
- Luiz Henrique Rosa - Mestiço (1975) - LP Itagra
- Radamés Gnatalli - Radamés Gnatalli Sexteto (1975) - LP/CD Odeon; Radamés Gnatalli (1976) - LP/CD Som Livre
- César Costa Filho - De silêncio em silêncio (1975) - LP RCA Victor
- Emílio Santiago - Emílio Santiago (1975) - LP/CD CID; Feito pra ouvir (1977) - LP/CD Philips/Phonogram
- Edson Frederico - Edson Frederico e a Transa (1975 - LP RCA Camdem)
- Bebeto Castilho - Bebeto (1976/2002) - LP/CD Tapecar/Wathmusic; Amendoeira (2006) - CD Biscoito Fino
- Quarteto em Cy - Resistindo (1977) - LP Philips/Phonogram
- Martinho da Vila - Presente (1977) - LP/CD RCA Victor
- Joel Nascimento - Meu Sonho (1978) - LP/CD EMI-Odeon
- Thereza Tinoco - Sempre Me Acontece (1978) - LP RGE/Fermata
- Pery Ribeiro - "Alvorada" (1979) - LP Copacabana
- Octávio Burnier - MPBC - Dança Infernal (1979) - LP Philips/Polygram
- Zé Luiz Mazziotti - …e o amor falou (1984) - LP Pointer
- Renato Braz - Renato Braz (1996) - CD Atração Fonográfica; Quixote (2002) - CD Eldorado
- Vários Instrumentistas - Pixinguinha 100 Anos (1997) - CD Sarau Promoções Culturais
- Jotagê Alves e Magali Géara - Mumbaba (1998) - CD CPC-UMES
- Vários Intérpretes - Vou vivendo (1998) - CD Independente
- Jair Rodrigues - 500 anos de folia - Volume 2 (2000) - CD Trama
- J. T. Meirelles - Samba Jazz - Meirelles e os Copa 5 (2002) - CD Dubas Música
- Caetano Veloso e Jorge Mautner - Eu não peço desculpa (2002) - CD Universal Music
- Dudáh Lopes - Piano na garoa (2002) - CD CPC-UMES
- Quinteto Madeira de Vento - Chovendo canivetes (2002) - CD CPC-UMES
- Quinteto em Branco e Preto - Sentimento Popular (2003) - CD CPC-UMES
- Orquestra Sinfônica do Estado de São Paulo e Banda Mantiqueira - Orquestra Sinfônica do Estado de São Paulo e Banda Mantiqueira (2003) - CD Live Music; Orquestra Sinfônica do Estado de São Paulo, Banda Mantiqueira e Luciana Souza (2005) - CD Biscoito Fino; Orquestra Sinfônica do Estado de São Paulo, Banda Mantiqueira e Mônica Salmaso (2007) - CD Biscoito Fino[9]
- Trio Madeira Brasil e convidados - "Ao vivo" (2004) - CD Lua Discos[2]
- Leandro Carvalho e The Britton String Quinteto - London Poem (2004) - CD Independente
- Flávia Bittencourt - Sentido (2004) - CD Independente
- Marquinho Mendonça - Filosofolia (2005) - CD Independente
- Nailor Proveta - Tocando para o interior (2007) - CD Núcleo Cantemporâneo
- Danilo Brito - Sem restrições (2008) - CD Orpheu Music
- Orquestra Jovem Tom Jobim - Álbum de Estréia (2008) - CD Atração Fonográfica

## Cinema e televisão
- "Amassam que elas gostam" - de Fernando Coster o Kikito de ouro, prêmio do Festival de Cinema de Gramado de melhor música em 1999.
- Ator no filme "Jardim Beleléu" - 2009
- Ator na novela "Viver a Vida" - TV Globo
- Ator na novela "Mulheres Apaixonadas" - TV Globo
- Ator, protagonista, como João Cândido, o líder dos marinheiros em 1910 depondo para a posteridade em 1968, no filme "Chibata" de Marcos Manhães Marins, filme de 2015.